# Марія Спарталі Стіллман
Марія Євфросина Спартан (англ. Marie Euphrosyne Spartali), пізніше Стіллман (англ. Stillman); нар. 10 березня 1844 — пом. 6 березня 1927) — британська художниця-прерафаелітка грецького походження. Також натурниця. Єдина з британських художників-прерафаелітів, яка працювала в США. Результат її 60-річної кар'єри — понад 100 робіт, що знаходяться в галереях Великої Британії та США.

## Життєпис
Марія Спарталі була молодшою дочкою Михайла Спарталі (1818—1914), багатого торговця, глави фірми «Spartali & Co» і грецького генерального консула в Лондоні в 1866—1882 роках. Він переїхав до Лондона близько 1828 року. У Лондоні він одружився з Єфросинією (відомою як Еффі, до шлюбу Варса, 1842—1913), дочкою грецького торговця з Генуї.

Сім'я жила в георгіанському будинку на Клефем Коммон, відомому як «The Shrubbery», з величезним садом і видами на Темзу і Челсі. Літні місяці вони проводили в своєму будинку на острові Вайт, де батько Марії розвивав культивацію винограду на своїх землях. У Лондоні він часто проводив садові вечірки, куди запрошував перспективних молодих письменників і художників.

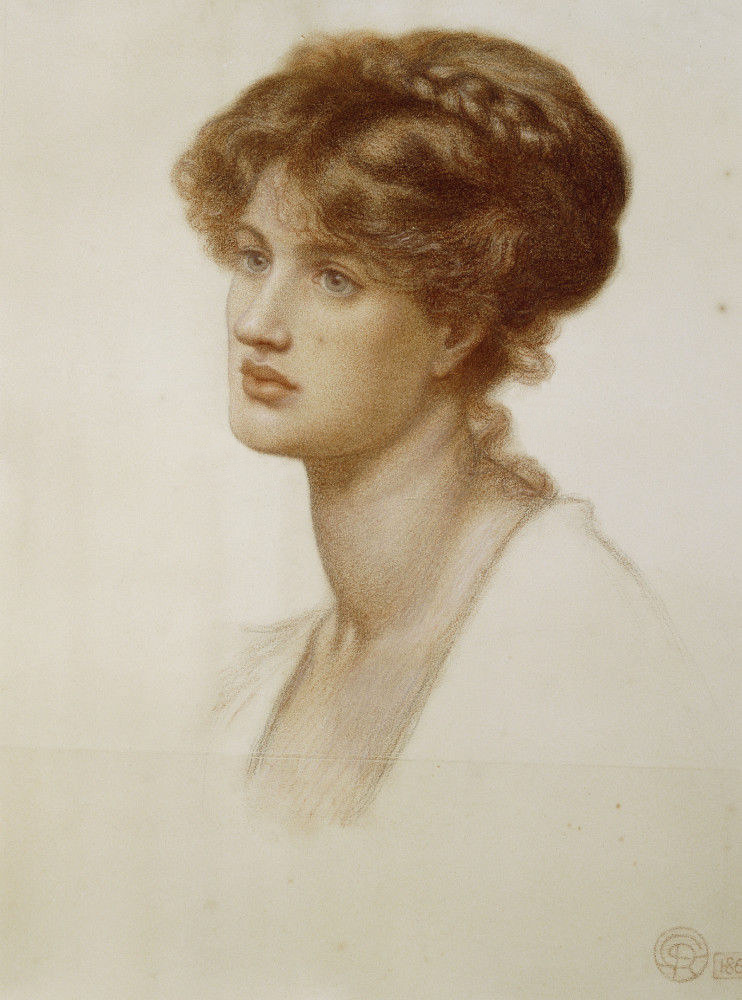
Портрет Спарталі роботи Россетті

Марія Спарталі і її кузини, Марія Замбако і Аглая Короніо, разом були відомі серед друзів як «Три Грації» на честь трьох харит грецької міфології, Аглаї, Єфросинії і Талії, оскільки всі троє були відомими красунями грецького походження. У будинку грецького підприємця А. К. Іонідеса (1810—1890) Марія і її сестра Христина (1846—1884) вперше зустрілися з Вістлером і Свінберном. Свінберн був так вражений, що сказав про Марію Спарталі: «Вона така красива, що мені хочеться сісти і розплакатися». Її зовнішність справляла враження: її зріст був близько 190 см, в пізніші роки вона одягалася в довгі спадаючі чорні шати з мереживним капюшоном, привертаючи до себе чимало уваги.
Кілька років, починаючи з 1864, Марія Спарталі вчилася у Форда Медокса Брауна разом з його дітьми Люсі, Кетрін і Олівером. Россетті, почувши, що вона стала ученицею Брауна, написав йому 24 квітня 1864: «Я тільки що почув, що міс Спарталі буде Вашою ученицею. Я також чув, що це та сама дивовижна красуня, про яку так багато говорять. Тому сховайте її і не показуйте нікому, я хочу, щоб вона позувала мені першому». Вона вперше позувала Россетті в 1867 році. 14 серпня він писав Джейн Морріс: «Я знаходжу її голову найскладнішою з усіх, що я коли-небудь малював. Це залежить не стільки від форми, скільки від тонкої чарівності життя, яке неможливо відтворити».
Марія Спарталі позувала для Брауна, Берн-Джонса («Млин»), Джулії Маргарет Камерон, Россетті («Бачення Фьямметте», «Бачення Данте», «Альтанка на лузі»), Спенсер-Стенгоупа.
У 1871 році, всупереч бажанню батьків, Марія Спарталі одружилася з американським журналістом і художником Вільямом Джеймсом Стіллманом, перша дружина якого двома роками раніше вчинила самогубство. Пара разом позувала Россетті, але точно не відомо, чи була це їх перша зустріч. Стіллман працював в американському журналі „The Crayonne“, пізніше — іноземним кореспондентом „The Times“. Через його роботи кореспондентом подружжя ділило свій часу між Лондоном і Флоренцією в 1878—1883 рр., а потім — Римом з 1889 по 1896. Марія Спарталі також подорожувала в Америку і була єдиною з британських художників-прерафаелітів, яка працювала в США. У пари було троє дітей.
Марія Спарталі Стіллман померла в березні 1927 р. в Південному Кенсінгтоні і була кремована на Бруквудскому кладовищі, де й похована разом з чоловіком.

## Творчість

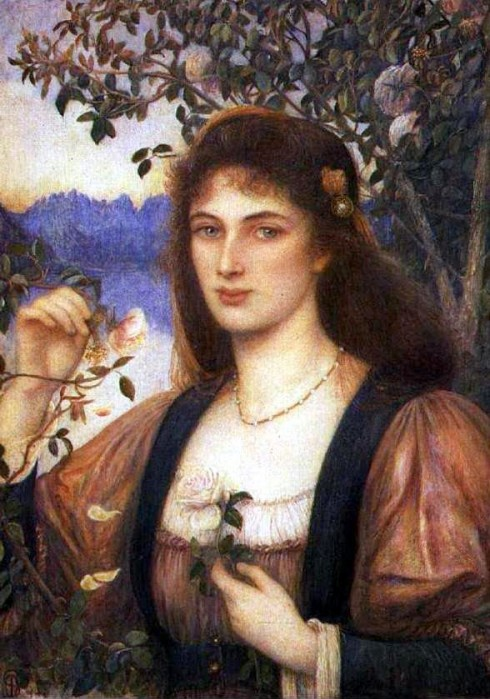
„Троянда з саду Арміда“ (1894), Марія Спарталі Стіллман

Теми картин Марії Спарталі Стіллман типові для прерафаелітів: жіночі фігури, сцени з Шекспіра, Петрарки, Данте, Бокаччо, також італійські пейзажі. Її виставки проходили в Галереї Дадлі, в Галереї Гросвенор і її спадкоємиці, Нової Галереї (англ. The New Gallery The New Gallery), в Королівській академії мистецтв, в численних галереях сходу США, включаючи Всесвітню виставку в Філадельфії в 1876 році. У 1982 році в США був представлений ретроспективний показ її робіт.

## Найвідоміші роботи

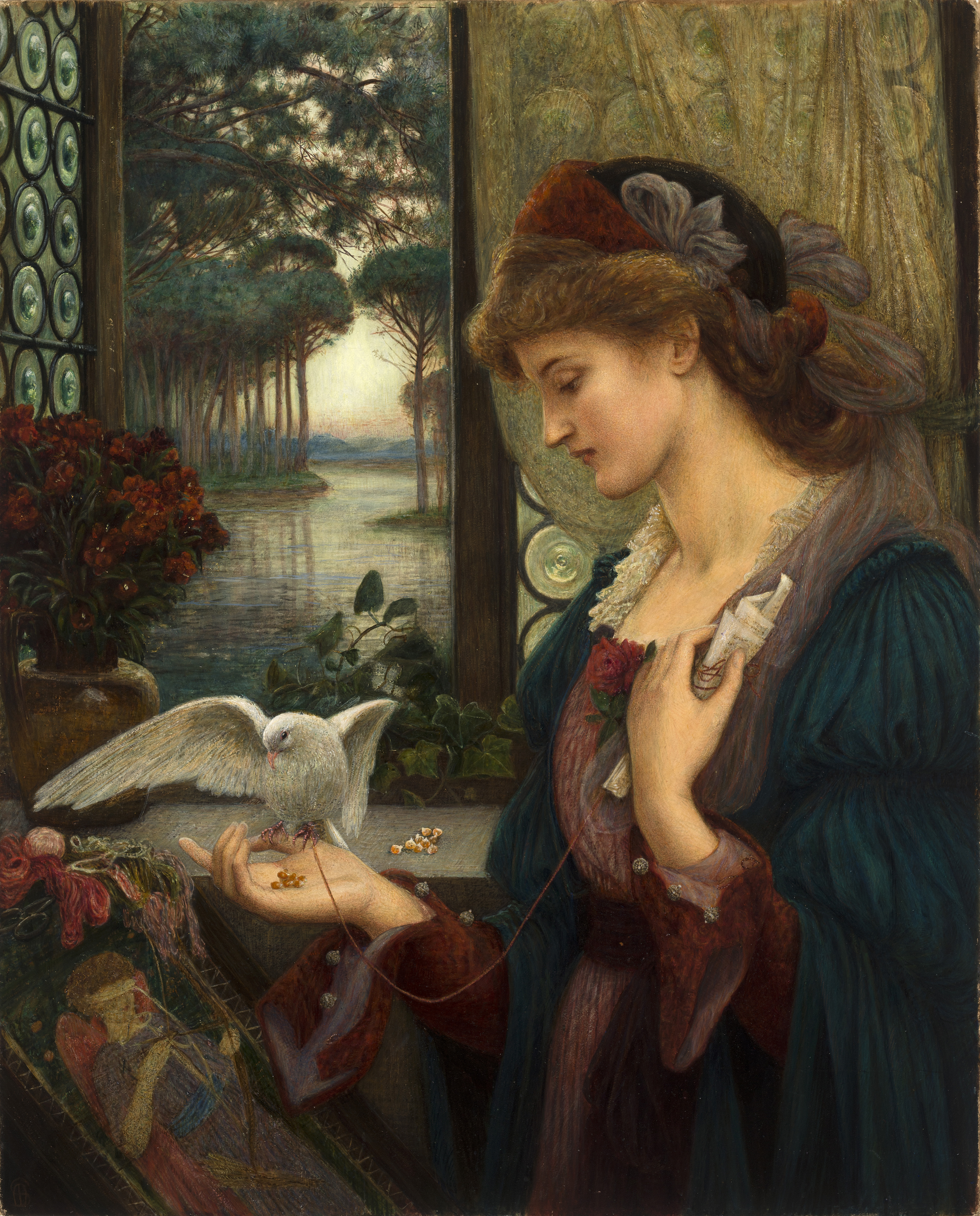
»Посланник любові", Марія Спарталі Стіллман (1885)

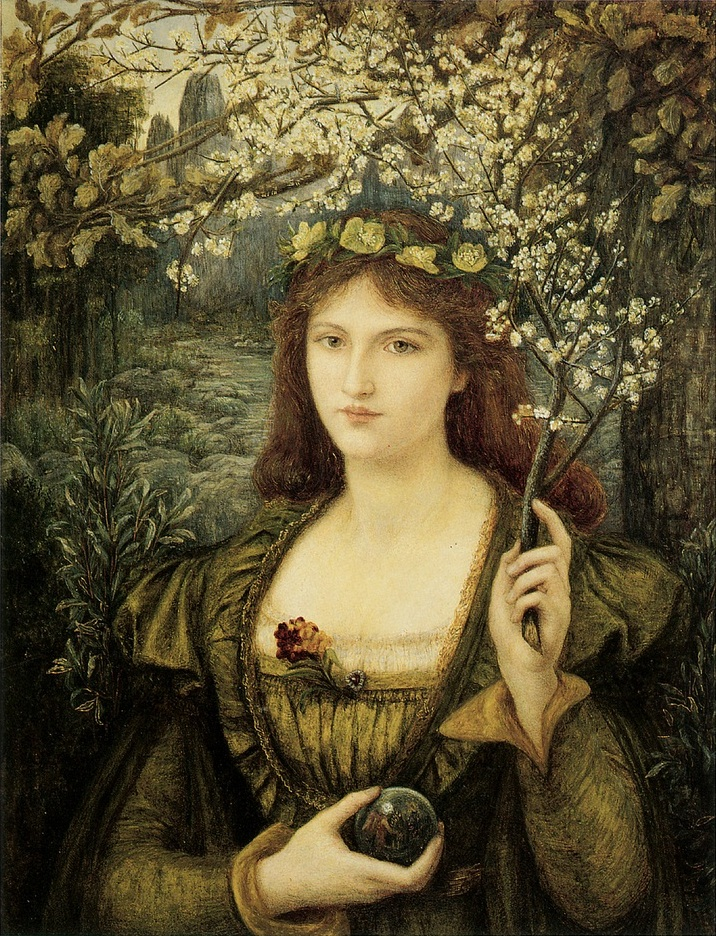
«Madonna Pietra degli Scrovigni», Марія Спарталі Стіллман (1884)

Девід Елліот в своїй книзі перераховує більше 170 робіт Марії Спарталі Стіллман. Нижче наведені найбільш відомі, що згадуються в інших книгах при обговоренні художниці.
- The Lady Prays — Desire (1867) — колекція Ендрю Ллойда Уеббера
- Mariana (1867—1869) — приватна колекція
- Portrait of a young woman (1868)
- Forgetfulness (1869) — приватна колекція
- La Pensierosa (1870) — Chazen Museum of Art, Університет Вісконсин-Медісон

- Self-Portrait (1871) — Художній музей Делавера
- Self-Portrait in Medieval Dress (1874)
- Gathering Orange Blossoms (1879) — Університет св. Лоренца в Кантоні
- The Meeting of Dante and Beatrice on All Saints 'Day (1881)
- Madonna Pietra degli Scrovigni (1884) — галерея Уокер Арт, Ліверпуль
- Love's Messenger (1885) — Художній музей Делавера
- A Florentine Lily (c 1885—1890) — приватна колекція
- The May Feast at the House of Folco Portinari (1887)
- Dante at Verona (1888) — приватна колекція
- Upon a Day Came Sorrow unto Me (1888)
- A Florentine Lily (1885—1890)
- Messer Ansaldo showing Madonna Dionara his Enchanted Garden (1889) — ілюстрація до історії з «Декамерона»[10]
- Convent Lily (1891)
- Cloister Lilies (1891)
- Saint George (1892) — Художній музей Делавера
- How the Virgin Mary came to Brother Conrad of Offida and laid her Son in his Arms (1892)
- A Rose from Armida's Garden (1894)
- Love Sonnets (1894) — Художній музей Делавера
- Beatrice (1895) — Художній музей Делавера
- Portrait of Mrs W. St Clair Baddeley (1896)
- Beatrice (1898) — приватна колекція
- The Pilgrim Folk (1914) — Художній музей Делавера